# Вільям Ґріффітс (хокеїст на траві)
Вільям Ґріффітс (англ. William Griffiths, 26 червня 1922 — 27 жовтня 2010) — британський хокеїст на траві.
Срібний призер Олімпійських Ігор 1948 року.